# Emiel Mellaard

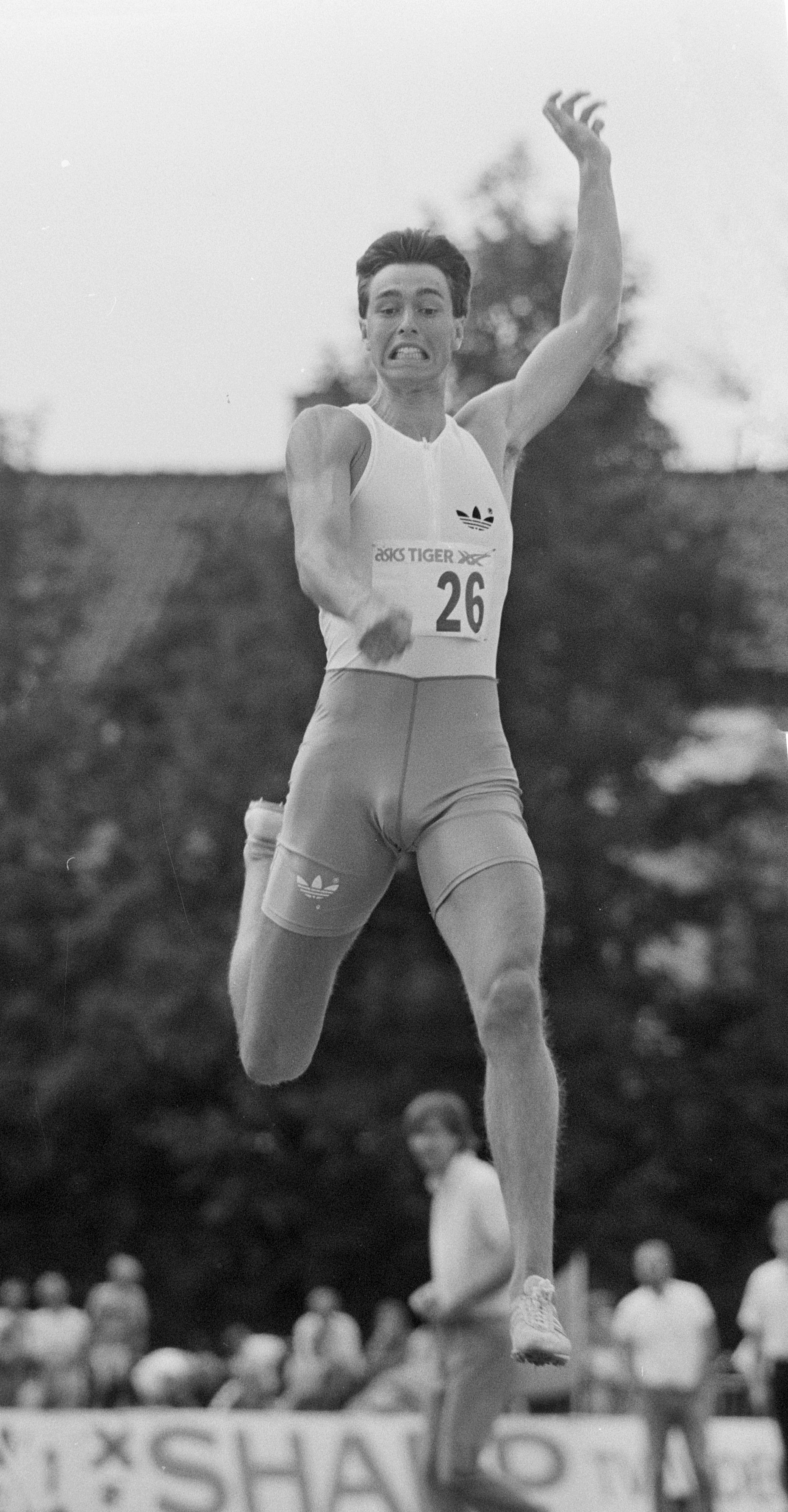
Emiel Mellaard (1987)

Emiel Mellaard (Emiel Remco Mellaard; * 21. März 1966 in Spijkenisse) ist ein ehemaliger niederländischer Weitspringer.
Bei den Hallenweltspielen 1985 in Paris wurde er Fünfter und bei den Europameisterschaften 1986 in Stuttgart. 1987 schied er bei den Weltmeisterschaften in Rom in der Qualifikation aus.
1988 wurde er Vierter bei den Halleneuropameisterschaften in Budapest und Elfter bei den Olympischen Spielen in Seoul. Bei drei weiteren Teilnahmen an den Halleneuropameisterschaften gewann er 1989 in Den Haag Gold, 1990 in Glasgow Silber und wurde 1992 in Genua Sechster.
Sechsmal wurde er nationaler Meister im Freien (1984–1988, 1991) und zweimal in der Halle (1989, 1990). Weitere nationale Titel errang er 1989 im 100-Meter-Lauf und in der Halle 1987 und 1990 im 60-Meter-Lauf sowie 1985 und 1987 im 60-Meter-Hürdenlauf.

## Persönliche Bestleistungen
- Weitsprung: 8,19 m, 17. Juli 1988, Groningen (nationaler Rekord)
  - Halle: 8,23 m, 5. Februar 1989, Den Haag (nationaler Rekord)
- 60 m (Halle): 6,71 s, 18. Februar 1990, Den Haag
- 100 m: 10,51 s, 6. Juni 1990, Kerkrade
- 60 m Hürden (Halle): 7,87 s, 7. Februar 1987, Den Haag